# Сявалкаси
Сявалка́си (рос. Сявалкасы, чув. Çавалкас) — присілок у складі Вурнарського району Чувашії, Росія. Адміністративний центр Сявалкасинського сільського поселення.
Населення — 396 осіб (2010; 390 у 2002).
Національний склад:
- чуваші — 99 %